# San Marino op de Olympische Zomerspelen 1996
San Marino nam deel aan de Olympische Zomerspelen 1996 in Atlanta, Verenigde Staten. Het was de negende deelname van de ministaat.

## Deelnemers en resultaten

### Atletiek
| Olympiër        | Discipline | Resultaat | Prestatie               |
| --------------- | ---------- | --------- | ----------------------- |
| Manlio Molinari | 800m (m)   | 52e       | serie 7: 6de in 1.56,08 |

### Boogschieten
| Olympiër   | Discipline      | Resultaat | Prestatie                                                                 |
| ---------- | --------------- | --------- | ------------------------------------------------------------------------- |
| Paolo Tura | individueel (m) | 62e       | plaatsingsronde: 63ste met 592 punten 1ste ronde: V van KOR Jang: 141-164 |

### Judo
| Olympiër       | Discipline | Resultaat | Prestatie                                           |
| -------------- | ---------- | --------- | --------------------------------------------------- |
| Loris Mularoni | -71kg (m)  | 21e       | 1ste ronde: vrij 2de ronde: V van POR Bentes: ippon |

### Schietsport
| Olympiër        | Discipline           | Resultaat | Prestatie                                           |
| --------------- | -------------------- | --------- | --------------------------------------------------- |
| Francesco Amici | trap (m)             | 31e       | kwalificatie: 31ste met 118 punten (23-24-23-24-24) |
|                 |                      |           |                                                     |
| Nadia Marchi]   | 10m luchtpistool (v) | 39e       | kwalificatie: 39ste met 361 punten (94-91-86-90)    |

### Zeilen
| Olympiër      | Discipline | Resultaat | Prestatie                                            |
| ------------- | ---------- | --------- | ---------------------------------------------------- |
| Luca Belluzzi | laser      | 56e       | 477,0 punten: (54-DNF-55-DNF-DNS-DNS-49-49-55-55-46) |

### Zwemmen
| Olympiër       | Discipline          | Resultaat | Prestatie             |
| -------------- | ------------------- | --------- | --------------------- |
| Diego Mularoni | 100m vrije slag (m) | 59e       | serie 1: 3de in 57,11 |

Afghanistan · Albanië · Algerije · Amerikaanse Maagdeneilanden · Amerikaans-Samoa · Andorra · Angola · Antigua‑Barbuda · Argentinië · Armenië · Aruba · Australië · Azerbeidzjan · Bahama's · Bahrein · Bangladesh · Barbados · België · Belize · Benin · Bermuda · Bhutan · Bolivia · Bosnië en Herzegovina · Botswana · Brazilië · Britse Maagdeneilanden · Brunei · Bulgarije · Burkina Faso · Burundi · Cambodja · Canada · Centraal-Afrikaanse Republiek · Chili · China · Chinees Taipei · Colombia · Comoren · Congo-Brazzaville · Cookeilanden · Costa Rica · Cuba · Cyprus · Denemarken · Djibouti · Dominica · Dominicaanse Republiek · Duitsland · Ecuador · Egypte · El Salvador · Equatoriaal-Guinea · Estland · Ethiopië · Fiji · Filipijnen · Finland · Frankrijk · Gabon · Gambia · Georgië · Ghana · Grenada · Griekenland · Groot-Brittannië · Guam · Guatemala · Guinee · Guinee-Bissau · Guyana · Haïti · Honduras · Hongarije · Hongkong · Ierland · IJsland · India · Indonesië · Irak · Iran · Israël · Italië · Ivoorkust · Jamaica · Japan · Jemen · Joegoslavië · Jordanië · Kaaimaneilanden · Kaapverdië · Kameroen · Kazachstan · Kenia · Kirgizië · Koeweit · Kroatië · Laos · Lesotho · Letland · Libanon · Liberia · Libië · Liechtenstein · Litouwen · Luxemburg ·  Macedonië · Madagaskar · Malawi · Malediven · Maleisië · Mali · Malta · Marokko · Mauritanië · Mauritius · Mexico · Moldavië · Monaco · Mongolië · Mozambique · Myanmar · Namibië · Nauru · Nederland · Nederlandse Antillen · Nepal · Nicaragua · Nieuw-Zeeland · Niger · Nigeria · Noord-Korea · Noorwegen · Oeganda · Oekraïne · Oezbekistan · Oman · Oostenrijk · Pakistan · Palestina · Panama · Papoea-Nieuw-Guinea · Paraguay · Peru · Polen · Portugal · Puerto Rico · Qatar · Roemenië · Rusland · Rwanda · Saint Kitts en Nevis · Saint Lucia · Saint Vincent en Grenadines · Salomonseilanden · Samoa · San Marino · Sao Tomé en Principe · Saoedi-Arabië · Senegal · Seychellen · Sierra Leone · Singapore · Slovenië · Slowakije · Soedan · Somalië · Spanje · Sri Lanka · Suriname · Swaziland · Syrië · Tadzjikistan · Tanzania · Thailand · Togo · Tonga · Trinidad en Tobago · Tsjaad · Tsjechië · Tunesië · Turkije · Turkmenistan · Uruguay · Vanuatu · Venezuela · Verenigde Arabische Emiraten · Verenigde Staten · Vietnam · Wit-Rusland · Zaïre · Zambia · Zimbabwe · Zuid-Afrika · Zuid-Korea · Zweden · Zwitserland